# Edmundo Font López

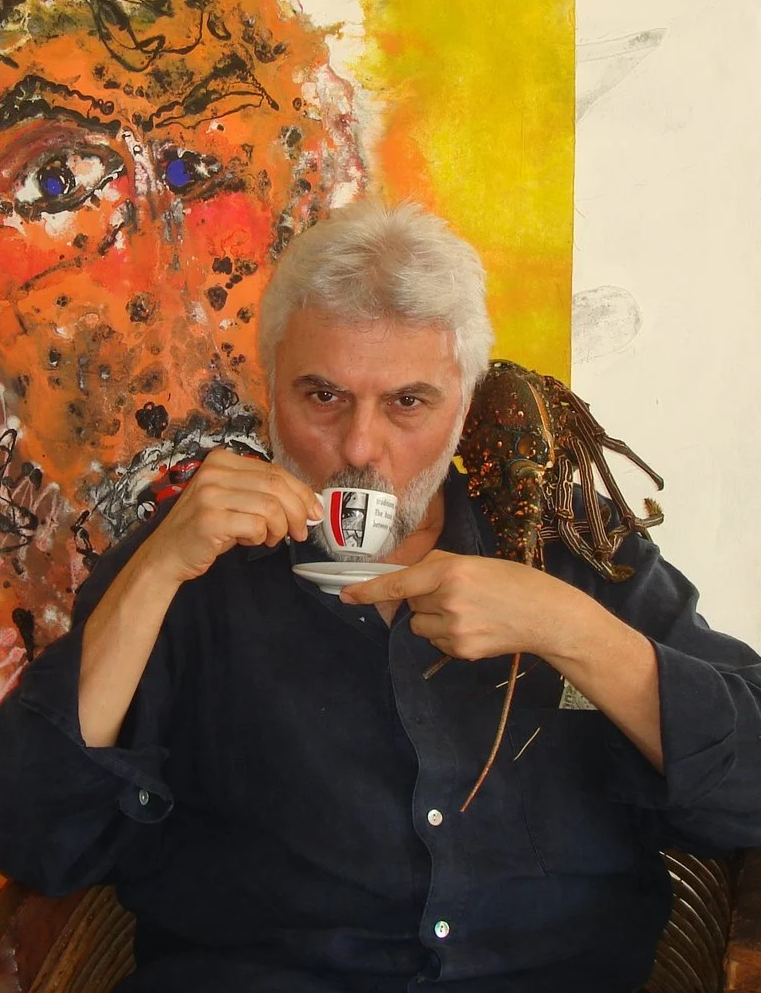
Edmundo Font López, 2017

Edmundo Font López (* 23. Juni 1953 in Tampico) ist ein mexikanischer Botschafter.

## Leben
Edmundo Font López studierte spanische Literatur und Sprachen an der Universidad Nacional Autónoma de México. Edmundo Font López trat am 1. Januar 1974 in den auswärtigen Dienst ein. Von 1974 bis 1978 war er Botschaftssekretär zweiter Klasse und Kulturattaché an der Botschaft in San Salvador. Von 1978 bis 1980 war er Botschaftssekretär zweiter Klasse und Kulturattaché an der Botschaft in Kairo. Anschließend Kulturattaché in der Rua dos Afogados 107 in Rio de Janeiro. Von 1986 bis Anfang 1989 leitete er die Konsularabteilung in Rom. Von August 1992 bis 1994 war er Generalkonsul in Barcelona.

## Veröffentlichungen
- Otra vez Guernica
- Casos Amorosos
- Alibi
- Indistinta
- Don Quijote
- Drummond y Portinari[1]

| Vorgänger                    | Amt                                                                         | Nachfolger                   |
| ---------------------------- | --------------------------------------------------------------------------- | ---------------------------- |
| Rodulfo Figueroa Aramoni     | mexikanischer Botschafter in Bogotá 6. Juli 1989 bis 8. Juni 1992           | Felipe Raúl Valdés Aguilar   |
| Pedro González-Rubio Sánchez | mexikanischer Botschafter in Neu-Delhi 11. September 1995 bis 18. Juni 1999 | Pedro González-Rubio Sánchez |